# Vojenská věznice Praha-Hradčany
Vojenská věznice Praha-Hradčany byla v 40. a 50. letech věznice, která byla využívána komunistickým režimem jako vazební věznice pro politické vězně (většinou pro bývalé piloty RAF). Velitelem věznice byl vyšetřovatel štábní kapitán Jindřich Pergl.

## Historie
Věznice byla zřízena před Únorem 1948 a to i s domečkem – jednopatrovou budovou sloužící k výslechům. Věznice patřila do 22. prosince 1952 pod správu komunistického Ministerstva národní obrany později Ministerstva národní bezpečnosti. Sídlilo zde OBZ – Obranné zpravodajství neboli 5. oddělení hlavního štábu obrany, tedy vojenská obdoba civilní StB. Věznici velel po celou dobu její existence štábní kapitán Jindřich Pergl, vězni přezdívaný za svou surovost jako „Suchá lípa“.
Věznice byla zrušena v roce 1955, budova věznice ani Domeček nebyly zbourány.
Objekt patří Ochranné službě policie (útvaru pro ochranu ústavních činitelů, objektů zvláštního významu a zastupitelských úřadů).